# Aegocera fervida
Aegocera fervida är en fjärilsart som beskrevs av Walker 1854. Aegocera fervida ingår i släktet Aegocera och familjen nattflyn. Inga underarter finns listade i Catalogue of Life.